# Zuid-Willemsvaart

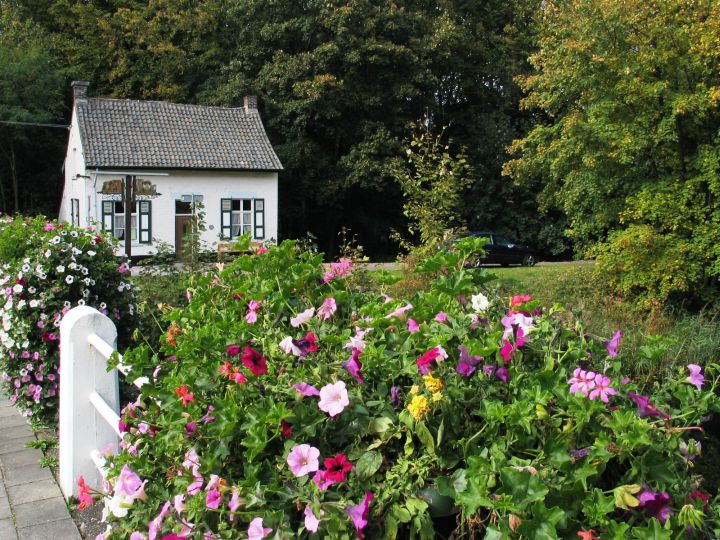
Maison de gardien de pont dans l'ancienne branche à Lanklaar

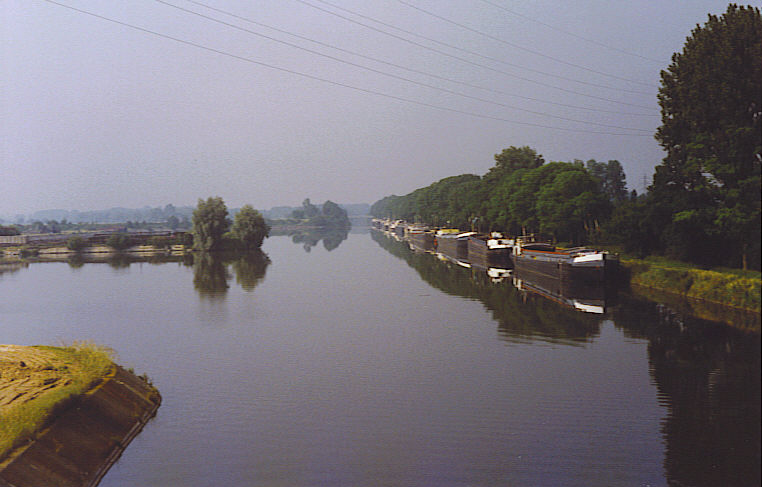
Le Zuid-Willemsvaart à Rekem

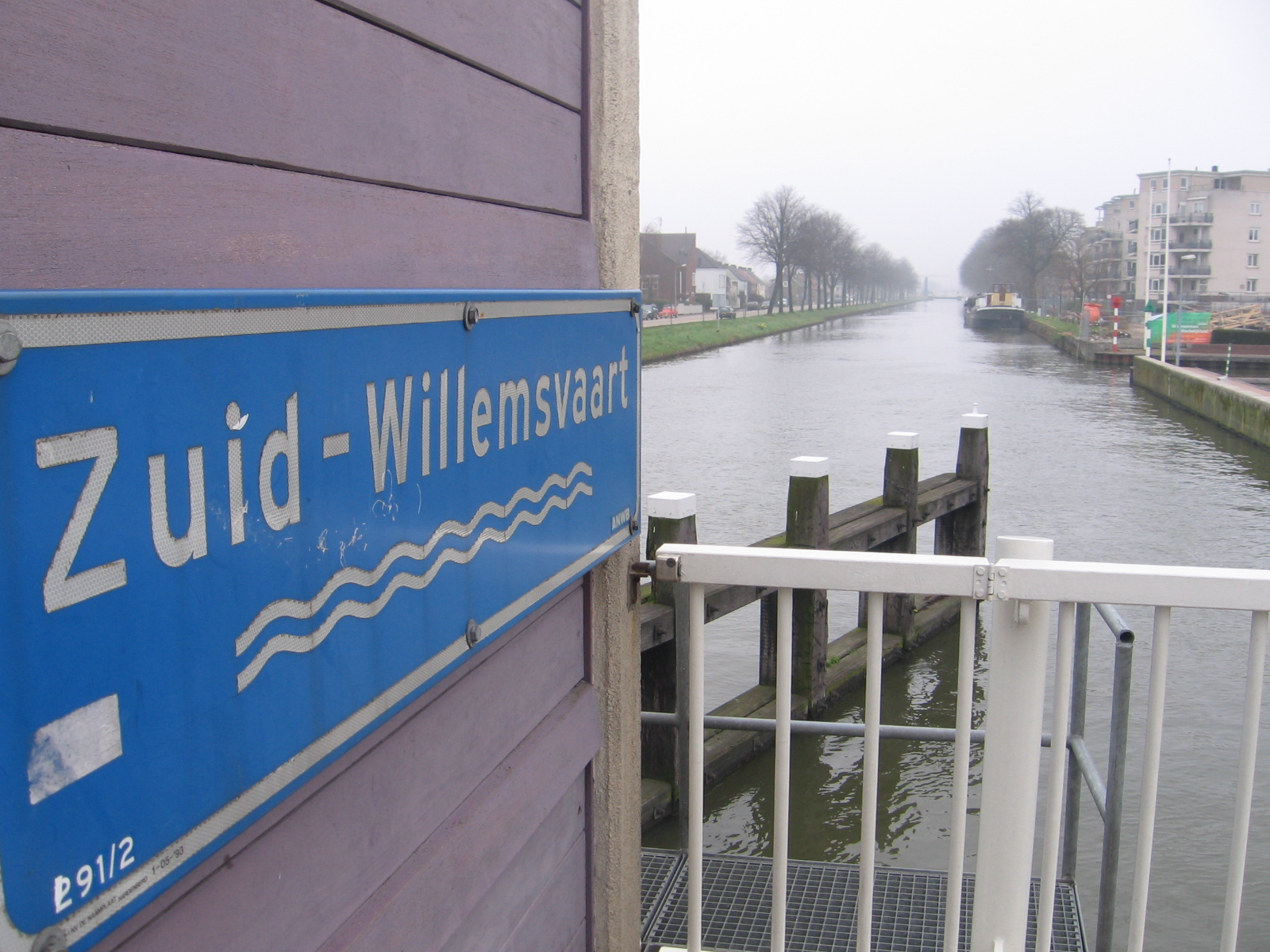
Pont sur le canal à Weert

Le Zuid-Willemsvaart est un canal qui sert comme raccourci et itinéraire alternatif entre la Meuse belge près de Maastricht et sa partie brabançonne près de Bois-le-Duc. Le canal traverse les provinces du Limbourg néerlandais, du Limbourg belge et du Brabant-Septentrional.

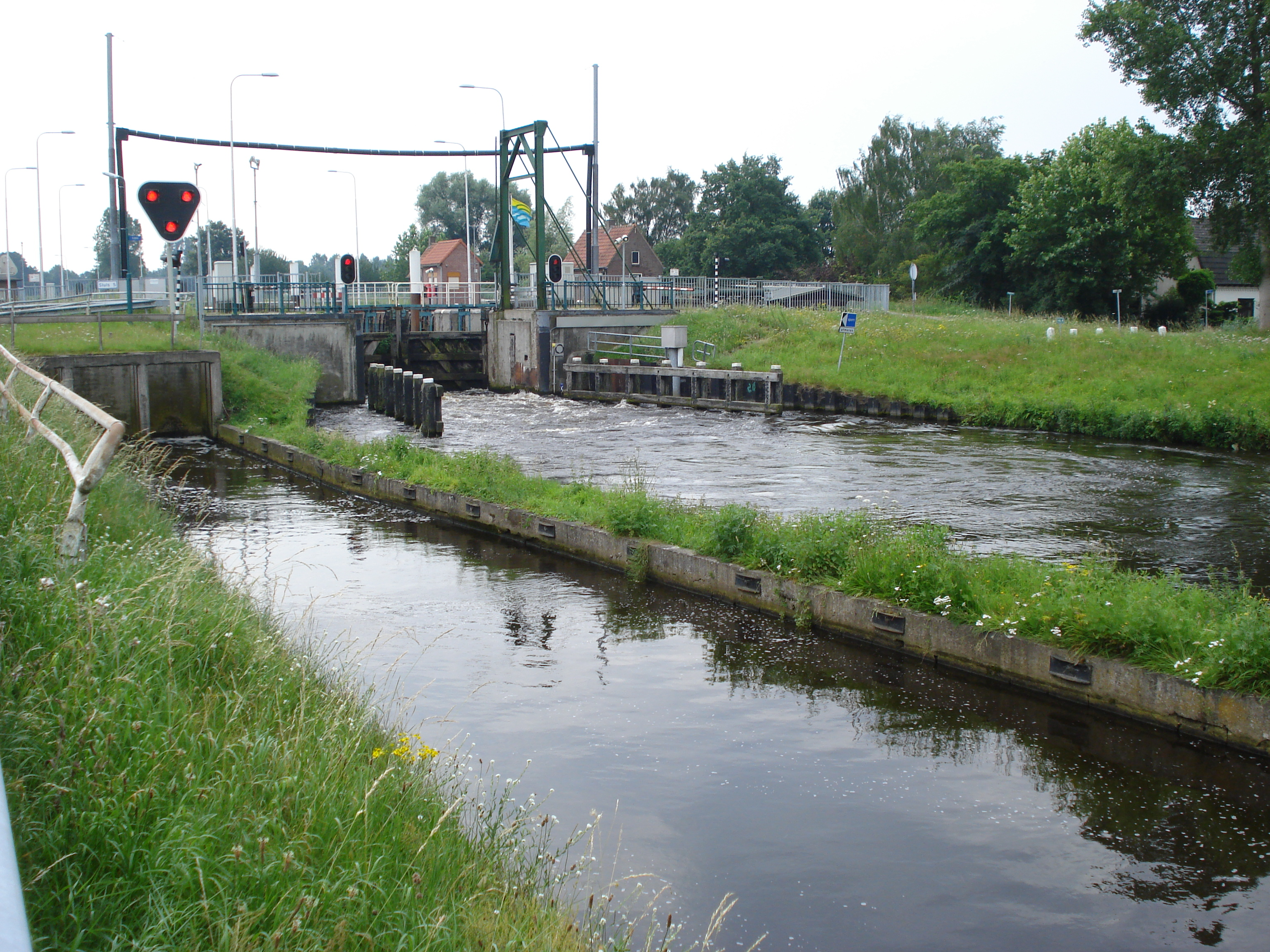
Zuid-Willemsvaart, l'écluse à hauteur de Keldonk, Veghel

Le canal a une longueur de 123 km. Il relie les villes de Maastricht et de Bois-le-Duc en passant par (entre autres) Smeermaas, Lanaken, Maasmechelen, Dilsen-Stokkem, Maaseik, Weert, Someren, Helmond, Beek en Donk, Veghel, Heeswijk-Dinther et Saint-Michel-Gestel. Sa construction a débuté en 1823 pour se terminer en 1826.

## Histoire
Dès 1804, l'empereur Napoléon Ier voulait améliorer le transport par l'eau en Belgique et aux Pays-Bas, essentiellement à des fins militaires.
Avant la construction du Zuid-Willemsvaart, il existait déjà une liaison fluviale entre Maastricht et Bois-le-Duc : la Meuse. Cet itinéraire avait deux inconvénients majeurs : la Meuse fait un grand détour par Nimègue, et elle n'était navigable que cinq mois par an. De surcroît, la profondeur de la Meuse ne permettait pas une navigation sur tout le trajet.
Le canal a été baptisé d'après le roi Guillaume Ier. C'est lui qui a pris la décision finale en 1822 de construire un canal pour relier Maastricht à Bois-le-Duc. Initialement, il s'appelait Willemsvaart (Canal Guillaume). Plus tard, un deuxième Willemsvaart a été réalisé en Drenthe. Depuis, on distingue les deux par l'adjonction de Noord- (nord) et Zuid- (sud).
La distance totale entre les deux extrémités du canal est de 122,5 km, et la dénivellation de 40 mètres. Afin de remédier à cette dénivellation, il a fallu construire 21 écluses. Le canal a été creusé sans machines ; sa construction a coûté 4,45 millions de florins.
Dans les années 1960, la partie du canal située dans le centre et au sud de la ville de Maastricht a été comblée pour permettre la construction du Boulevard de la Meuse (Maasboulevard). Depuis, le canal est un peu plus court et commence au Bassin.

## Projet de déviation de Bois-le-Duc
(août 2014).
Dans le nouveau projet néerlandais de la circulation et du transport, le Zuid-Willemsvaart a été intégré dans le réseau principal de la navigation fluviale. En conséquence, le canal doit être accessible aux bateaux de la classe IV. Pour l'instant (début 2007), le canal traverse le centre de Bois-le-Duc avant de rejoindre la Meuse. L'itinéraire entre Den Dungen et la Meuse n'est accessible qu'aux bateaux de la classe II, et donc d'un gabarit trop restreint pour répondre aux besoins.
Afin de résoudre ce problème de gabarit, on projette de creuser une nouvelle branche du canal entre Den Dungen et la Meuse, en longeant l'autoroute A2, entre Bois-le-Duc et Rosmalen. Ce projet est prévu en même temps que l'élargissement de l'A2 et devra être fini avant 2014. Le vieux Zuid-Willemsvaart ne disparaîtra pas pour autant du centre ville de Bois-le-Duc, mais il ne servira plus au transport fluvial.